# 弗拉泰罗萨
弗拉泰罗萨（義大利語：Fratte Rosa），是意大利佩萨罗-乌尔比诺省的一个市镇。总面积15.6平方公里，人口1008人，人口密度64.6人/平方公里（2008年）。ISTAT代码为041016。